# الحرورة (الحصن)

تعديل مصدري - تعديل

الحرورة هي إحدى قرى عزلة اليمانية العليا بمديرية الحصن التابعة لمحافظة صنعاء، بلغ تعداد سكانها 2204 نسمة حسب تعداد اليمن لعام 2004.